# Sieweczka syberyjska
Sieweczka syberyjska, sieweczka mongolska (Anarhynchus mongolus) – gatunek średniej wielkości ptaka wędrownego z rodziny sieweczkowatych (Charadriidae). W sezonie lęgowym występuje na Rosyjskim Dalekim Wschodzie; zimuje od Tajwanu i wysp Riukiu po Australazję. Jest zagrożony wyginięciem.

## Systematyka
Gatunek ten po raz pierwszy zgodnie z zasadami nazewnictwa binominalnego opisał w 1776 roku Peter Simon Pallas, nadając mu nazwę Charadrius mongolus. Jako miejsce typowe wskazał słone jeziora w okolicach granicy z Mongolią; w 1919 roku Ridgway zawęził to do Kulussutai, prawdopodobnie nad rzeką Onon.
Obecnie (2024) przynależność rodzajowa sieweczki syberyjskiej wciąż jest sporna, niektórzy autorzy zaliczają ją do rodzaju Charadrius, inni do rodzaju Anarhynchus.
W tradycyjnym ujęciu systematycznym wyróżniano 5 podgatunków. W 2022 roku Wei et al. w oparciu o badania filogenetyczne i różnice w wokalizacji zaproponowali podział tego taksonu i wydzielenie trzech podgatunków (atrifrons, pamirensis i schaeferi) do osobnego gatunku o nazwie sieweczka tybetańska (Anarhynchus atrifrons). W nowym ujęciu systematycznym A. mongolus obejmuje już tylko dwa podgatunki – nominatywny i A. m. stegmanni. Zmiana ta została już zaakceptowana przez większość ornitologicznych autorytetów.

## Podgatunki i zasięg występowania
Sieweczka syberyjska zamieszkuje w zależności od podgatunku:
- Anarhynchus mongolus mongolus – wschodnia Syberia i rosyjska część Dalekiego Wschodu. Zimuje od Tajwanu po Australię, nieliczne ptaki dolatują do Nowej Zelandii.
- Anarhynchus mongolus stegmanni – od Półwyspu Czukockiego po Kamczatkę, północne Kuryle oraz Wyspy Komandorskie. Rzadko zalatuje na Alaskę. Zimuje od południowej części Wysp Riukiu przez Tajwan po Australię.

Do Polski zalatuje wyjątkowo. Odnotowano tylko dwa pojawienia – w 1977 przy ujściu Wisły i w 2005 koło Jastarni na Półwyspie Helskim.

## Morfologia
WyglądW szacie godowej samiec ma boki i przód głowy oraz gardło, brzuch i podogonie białe. Przód ciemienia i kantarek oraz pokrywy uszne czarne (na czole pozostaje jednak biała plama). Wierzch głowy, kark i wole jasnordzawe. Grzbiet i skrzydła szare z brązowym odcieniem. Dziób czarny, nogi ciemne. Samiec w szacie spoczynkowej, samica i osobniki młodociane mają barwy bardziej stonowane. Bardzo podobna sieweczka pustynna jest nieco większa, ciemniejsza, bardziej kontrastowa oraz ma dłuższy, grubszy dziób i dłuższe nogi.
Wymiary średniedługość ciała 18–21 cm
rozpiętość skrzydeł 45–58 cm
masa ciała 39–110 g

## Ekologia i zachowanie
BiotopNiezalesione tereny, zazwyczaj w pobliżu zbiorników wodnych.
GniazdoW zagłębieniu, na ziemi.
JajaW ciągu roku wyprowadza jeden lęg, składając w maju–czerwcu 2–3 jaja.
WysiadywanieJaja wysiadywane są przez okres 22 do 24 dni przez obydwoje rodziców.
PożywienieDrobne bezkręgowce.

## Status i ochrona
Międzynarodowa Unia Ochrony Przyrody (IUCN) od 2023 roku uznaje sieweczkę syberyjską za gatunek zagrożony (EN – Endangered). Wcześniej była zaliczana do kategorii najmniejszej troski (LC – Least Concern), jednak dotyczyło to gatunku w starszym, szerszym ujęciu systematycznym. W 2023 roku organizacja BirdLife International szacowała populację na 18–50 tysięcy dorosłych osobników. Trend liczebności populacji jest uznawany za silnie spadkowy.
W Polsce podlega ścisłej ochronie gatunkowej.